# 田口卯吉
田口 卯吉（たぐち うきち、1855年6月12日—1905年4月13日），日本的經濟學者、歷史學者。

## 略年譜
- 1855年 - 生於現今東京都文京區的幕臣之家。
- 1859年 – 五歲時父親樫郎過世；隔年長兄貫一郎亦死去。
- 1869年 – 入沼津兵學校的同時，於精通英、荷、漢文的乙骨太郎乙門下習英語，並在中根淑塾習漢文。
- 1870年 – 通過兵學校的畢業考試，隔年奉命離鄉研習醫學。
- 1871年 – 至東京，雖通過醫藥學校的入學考試，但由於學校突然停辦而改入東京預備門；但隨後由於對課程不滿而離去，再改入由外交家尺振八所辦的共立學舍，專攻英語與醫學。
- 1872年 – 於十八歲時，為謀生而在尺振八的推薦下進大藏省翻譯局工讀，並深受亞當斯密經濟學與基佐文明史等著作影響。
- 1874年 – 大藏省翻譯局廢止，轉至大藏省紙幣寮(即現在的國立印刷局)工作。
- 1877年 – 在參考新井白石《讀史餘論》、基佐《歐洲文明史》與H.T. Buckle 的《英國文明史》諸著作後，自費出版《日本開化小史》；該書與福澤諭吉在兩年後出版的的《文明論概略》並稱明治時期史書的代表作。
- 1878年 – 出版《自由交易日本經濟經濟論》，闡述自由貿易之學說，並自大藏省辭職。
- 1879年 – 接受由澀澤榮一等人組成的銀行團體「擇善會」每月一百日圓的補助，仿照英國經濟學人雜誌的模式，創立「東京經濟雜誌」（於1923年停刊）。該經濟雜誌的出版部門致力於推廣西洋學說: 亞當斯密的經濟學、赫伯特·史賓賽的社會學都透過該社首次在日本譯介。
- 1887年 – 成為私營鐵路兩毛線的經營者；隔年亦開始參與小田園鐵道(今箱根登山鐵道)之營運。
- 1889年 – 當選為眾議院議員。
- 1900年 – 至中國視察義和團之情形。
- 1901年 – 其經濟雜誌社出版耗費四年編纂的《國史大系》，其中復刻並編輯了十七種日文史料。
- 1905年 – 因腎臟疾病與中耳炎逝於東京自宅，享年五十一歲。